# Entrepreneurs du Monde
Entrepreneurs du Monde ist eine in Frankreich 1988 gegründete Nichtregierungsorganisation. Die Organisation ist in zehn westafrikanischen, karibischen und asiatischen Ländern vertreten, und hat sich zum Ziel gesetzt Mikrofinanzprogramme mit sozialer Ausrichtung zu unterstützen, sodass Benachteiligten geholfen werden kann, einer einkommensgenerierender Aktivität nachzugehen.

## Geschichte
Die Organisation wurde in Colombes, Hauts-de-Seine, Frankreich im Jahr 1998 von dem jetzigen Direktor, Franck Renaudin, gegründet.
Die Organisation betreibt 5 Programme in den Philippinen und Indien zu unterstützen und konnte nur dank freiwilligem Engagement der Mitglieder bestehen. Im Jahr 2003 haben sich die Aktivitäten merklich weiterentwickelt und ein erster Mitarbeiter konnte vollzeitig eingestellt werden. Im November desselben Jahres wurde der Hauptsitz nach Poitiers (86), Frankreich verlegt. Das Hauptgebäude wird mit einer weiteren NRO geteilt, ’’Initiative Développement’’, welche im Jahr 2004 und 2005 ihre Mikrofinanzprogramme in Benin, in Ghana und in Haiti an Entrepreneurs du Monde weitergegeben hat.
Die Organisation entwickelt neue Programme in den Philippinen (2005), in Indien (2006), Kambodscha (2006), Vietnam (2007), Mongolei (2008) und in Burkina Faso (2008).

## Der sozioökonomischer Ansatz
Die Organisation hat im Jahr 2009 59.600 Mikrofinanzkunden unterstützt. Das Ziel für das Jahr 2010 ist es noch mehr Menschen mit den Aktionsprogrammen in den zehn Ländern zu unterstützen. Folgende Dienstleistungen werden dafür bereitgestellt:
1. Kreditprodukte (Mikrokredite), welche kleine gewerbliche Aktivitäten in urbane und ländliche Gebiete finanzieren;
2. Sparprodukte (Mikrokonten) um Familien zu helfen ihr Budget zu managen und zukünftige Ausgaben zu antizipieren;
3. Gesundheitsmikroversicherung[13], um die Vulnerabilität der Familien zu senken und um nicht die realisierten ökonomischen Fortschritte in Gefahr zu bringen;
4. Ausbildung: ökonomische Bildung (Familienbudget Management, Profit Kalkulationen etc.); soziale Bildung (Malaria Prävention, Sexualkunde etc.); praktische Bildung (Kochkurse, Kosmetik, Frisur, Maniküre etc.)[14]
5. Soziale Performance: Die ärmsten Kunden werden in urbanen Filialen von einem Sozialarbeiter betreut und an spezialisierte Organisationen weitergeleitet, welche zusätzliche Unterstützung anbieten.
6. Soziale unternehmerische Einstellung: um gewisse Aktivitäten zu fördern, welche einerseits einen sozialen Einfluss haben, und anderseits ökonomisch sinnvoll sind. Die meisten sind innovative Aktivitäten, welche einen Einfluss auf die Gesundheit (Produktion von Spirulina, Stutenmilch, Carabaomilch), Unterkunft (Bauen von Häusern in der nubischen Bauart) oder Umwelt (verbesserte Kocher) haben. Entrepreneurs du Monde versucht den Fokus auf die Strukturierung einer ökonomischen Kette zu legen[2].

| Land         | Partnerorganisation                                                             | Ort                     |
| ------------ | ------------------------------------------------------------------------------- | ----------------------- |
| Benin        | Association de Lutte pour la promotion des Initiatives de Développement (ALIDé) | Cotonou                 |
| Burkina Faso | Association Inter Instituts „Ensemble et Avec“ (AsIEnA)                         | Ouagadougou             |
| Burkina Faso | Laafi Sira Kwieogo (LSK)                                                        | Ouagadougou             |
| Burkina Faso | Micro Start                                                                     | Ouagadougou             |
| Kambodscha   | Chamroeun                                                                       | Phnom Penh              |
| Kambodscha   | Sovann Phoum                                                                    | Phnom Penh              |
| Ghana        | Initiative Development Ghana                                                    | Acra                    |
| Ghana        | Village Exchange Ghana                                                          | Ho                      |
| Haiti        | Initiative de Développement par la Microfinance                                 | Port-au-Prince, Cabaret |
| Indien       | Navnirman Community Resource Center (NCRC)                                      | Kalkutta                |
| Mongolei     | Gumi                                                                            | Khishig-Öndör           |
| Myanmar      | Yadana Suboo                                                                    | Kanbauk                 |
| Philippinen  | Gabay Buhay                                                                     | Manila                  |
| Philippinen  | Inner City Development Corporation (ICDC)                                       | Manila                  |
| Philippinen  | SEED                                                                            | Cavite                  |
| Philippinen  | Space                                                                           | Manila                  |
| Philippinen  | Uplift Philippines                                                              | Manila                  |
| Vietnam      | Chi Em                                                                          | Dien Bien Phu           |

## Struktur und Finanzierung
Die Organisation ist unter dem „association“ Gesetz von 1901 eine gemeinnützige Gesellschaft, die am 31. Dezember 2009 10 bezahlte und 3 freiwillige Personen beschäftigt, verteilt zwischen dem Hauptsitz in Poitiers und den verschiedenen Programmen in Burkina Faso, Kambodscha, Ghana, Indien, den Philippinen und Vietnam.
Die Organisation ist von privaten Personen und Stiftungen, sowie von öffentlichen Institutionen finanziert (Agence française de développement or AFD).